# Aprille Joy Ericsson
 (avril 2023).
Pour les articles homonymes, voir Ericsson (homonymie).
Aprille Joy Ericsson est une ingénieure aérospatiale noire américaine qui a travaillé pour la NASA et a été la première femme afro-américaine à obtenir un doctorat en ingénierie aérospatiale de l'Université Howard. Elle a consacré sa carrière à la recherche et au développement de technologies spatiales, notamment pour la communication, le contrôle et les systèmes d'atterrissage.

## Biographie
Aprille Ericsson est née et a grandi dans le quartier de Bedford Stuyvesant à Brooklyn (New York), avant de déménager à Cambridge dans le Massachusetts, où elle a fréquenté la Cambridge School of Weston pour ses études secondaires. Elle a toujours été intéressée par l'astronautique depuis son plus jeune âge et a suivi les missions Apollo dès sa première année d'études. En 1980, alors qu'elle était en première année de lycée, elle a participé au programme MIT UNITE (aujourd'hui appelé MITES, Minority Introduction to Engineering & Science), qui est un programme de sensibilisation à l'ingénierie destiné aux étudiants issus des minorités au Massachusetts Institute of Technology (MIT). Elle a obtenu une licence en ingénierie aéronautique et astronautique du MIT en 1986, suivi d'une maîtrise en ingénierie de l'université Howard en 1992. Elle obtient ensuite une maîtrise en ingénierie à l'université Howard en 1992, puis un doctorat en ingénierie mécanique option aérospatiale, devenant ainsi la première Afro-Américaine à obtenir ce diplôme

## Carrière et enseignement
Alors qu'elle était étudiante en cycle supérieur à l'université Howard, Aprille Ericsson a accepté un poste d'ingénieure aérospatiale au NASA Goddard Flight Center dans le Maryland. Elle a travaillé en tant qu'ingénieure, technologue, responsable d'instruments et gestionnaire de projets et de programmes à la NASA pendant près de 30 ans, apportant son expertise technique et managériale à des projets tels que le télescope spatial James Webb, l'orbiteur de reconnaissance lunaire, la mission de mesure des précipitations tropicales (TRMM) et le satellite d'élévation de la glace, des nuages et des terres (ICESat-2). Elle est également responsable de l'instrumentation d'un projet de mission visant à ramener sur Terre des poussières provenant de la basse atmosphère de Mars. Actuellement, elle est la responsable des nouveaux business de la division des systèmes et technologies d'instruments du NASA Goddard Space Flight Center, qui connecte les scientifiques et les gestionnaires de projets avec les technologies d'instruments dont ils ont besoin pour accomplir leurs missions. Dans ce rôle, elle favorise les partenariats entre les agences gouvernementales et les universités, l'industrie et les petites entreprises.
Ericsson a travaillé dans divers groupes au sein de la NASA, notamment le groupe de robotique et la discipline de guidage, navigation et contrôle. Elle a également travaillé sur des missions pour envoyer des vaisseaux spatiaux vers d'autres corps du système solaire. Les projets auxquels elle a contribué au début de sa carrière comprennent des satellites qui surveillent la Terre ; l'un de ces projets, la mission de mesure des précipitations tropicales, fournit des données sur les phénomènes atmosphériques El Niño et La Niña et leurs effets sur la productivité des cultures.
En tant qu'ingénieure de projet, elle a soutenu le développement de l'instrumentation laser pour l'orbiteur de reconnaissance lunaire, lancé en 2009.
Dr Ericsson a aidé à gérer des instruments scientifiques tels que le système altimètre laser topographique avancé (ATLAS), qui utilise des lasers pour mesurer la profondeur des calottes glaciaires et la hauteur des canopées végétales. Elle était également responsable des instruments pour une mission proposée visant à ramener de la poussière de l'atmosphère inférieure de Mars sur Terre.
En dehors de son travail à la NASA, Ericsson est également une oratrice inspirante qui se consacre à encourager les jeunes, en particulier les femmes et les minorités, à poursuivre des carrières dans les sciences et la technologie. Elle a travaillé avec diverses organisations pour promouvoir l'éducation STIM (science, technologie, ingénierie et mathématiques) et a également été membre du conseil d'administration de l'Association nationale des étudiants noirs en ingénierie. Ericsson conseille actuellement des étudiants au Massachusetts Institute of Technology (MIT) et à l'université Howard.
Dr Ericsson a enseigné les mathématiques et le génie mécanique à l'Université Howard et à l'Université d'État de Bowie. Elle a également contribué à l'enseignement de la théorie aérospatiale à la HU Public Charter Middle School of Math and Science. Elle travaille à motiver les étudiants issus des minorités en science et en ingénierie et agit en tant que conseillère principale pour le chapitre national de la Dynamical Mathematical Visionaries National Society of Engineering Jr. à Washington, DC. Aprille Ericsson a été conférencière pour les Nifty Fifty de l’USA Science and Engineering Festival depuis 2010 et a parlé à l’Oprah Winfrey Leadership Academy for Girls en Afrique du Sud. Ses efforts ont été reconnus par le prix Exceptional Achievement in Outreach de la NASA en 2002. En 2022, le Dr Aprille Ericsson a reçu la médaille Ralph Coats Roe de l'American Society of Mechanical Engineers (ASME), qui honore son travail international encourageant les jeunes, les femmes et les personnes de groupes sous-représentés à poursuivre des carrières dans les STIM.
En somme, Dr Aprille Joy Ericsson est une scientifique et ingénieure aérospatiale remarquable, qui a ouvert la voie à de nombreuses autres femmes et minorités dans le domaine de l'aérospatiale. Son travail a inspiré de nombreux jeunes à poursuivre des carrières dans les sciences et la technologie, et sa contribution à la recherche spatiale a été inestimable.

## Prix
Au fil des ans, Ericsson a reçu de nombreuses distinctions pour son travail, notamment le prix de la NASA pour l'excellence dans les réalisations scientifiques, techniques et d'ingénierie, ainsi que le prix Black Engineer of the Year. Elle a également été nommée ingénieure de l'année en 2016 par la Société des ingénieurs professionnels noirs.
Voici plusieurs récompenses et distinctions reçues par le Dr Aprille Ericsson au cours de sa carrière :
- Prix des femmes en sciences et ingénierie (1997)[8]
- Prix d'honneur Goddard de la NASA (1998)[8]
- Prix du centre d'excellence pour le projet TRIMM (1998)[8]
- Prix d'excellence des anciens élèves du Collège d'ingénierie, d'architecture et d'informatique de l'Université Howard (2002)[8]
- Élu au conseil d'administration de l'université Howard (2004)
- Washington Award (2016)[3]
- Prix d'honneur de la Société nationale des physiciens noirs (2019)
- Société américaine des ingénieurs mécaniciens, médaille Ralph Coats Roe (2022)